# Cofradía del Santo Entierro (Valladolid)
La Cofradía del Santo Entierro es una de las 20 cofradías que existen, en la actualidad, en la Semana Santa de Valladolid.

## Historia

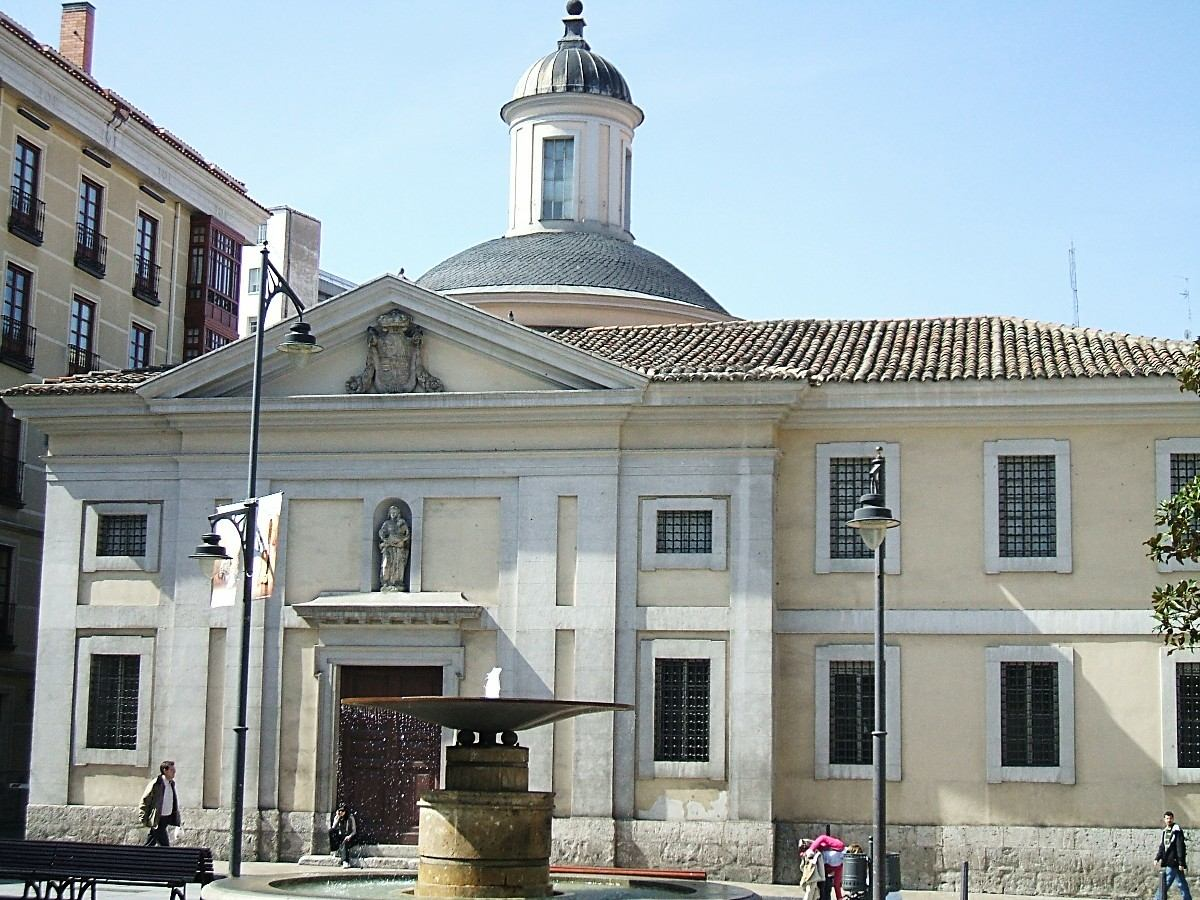
Real Monasterio de San Joaquín y Santa Ana.

En 1930 el Arzobispo Remigio Gandásegui canaliza las inquietudes de un centenar de promotores, pertenecientes en su mayoría al Círculo de Recreo, deseosos de venerar y procesionar el conjunto de El entierro de Cristo de Juan de Juni que se conserva en el Museo Nacional de Escultura, obra realizada entre 1541 y 1544 para el sepulcro de Fray Antonio de Guevara, Obispo de Mondoñedo en el Convento de San Francisco.
Al año siguiente alumbraron el citado conjunto en la Procesión General de Viernes Santo, pero con la proclamación de la Segunda República ni el Estado autorizará la cesión del conjunto ni permitirá las procesiones de Semana Santa. Al año siguiente comienzan a rendir culto al Cristo Yacente de Gregorio Fernández del Convento de Santa Catalina. No será hasta 1935 cuando se permitan nuevamente las salidas procesionales, no pudiendo alumbrar la obra de Juni por su deficiente estado de conservación, optando por el Yacente, también de Gregorio Fernández, que se venera en el Real Monasterio de San Joaquín y Santa Ana, desde entonces y hasta hoy sede de la Cofradía.
La Cofradía se mantuvo durante treinta años con los mismos cofrades, con lo que estuvo a punto de desaparecer por falta de hermanos, al ir falleciendo los fundadores. Se llegó a dar el caso de que un año solamente desfilaron diecisieta en la Procesión General de Viernes Santo. A partir de 1961 comenzó a recibir nuevas altas, siendo tradicionalmente una cofradía reducida, pero con un número estable de miembros. En la actualidad cuenta con 350 cofrades.
En 1964 obtiene procesión propia, la del Santo Entierro, saliendo en la medianoche del jueves al Viernes Santo hasta la iglesia de San Pío X, en el barrio de Girón. El desfile no pudo colocarse en la noche del viernes, al desarrollarse la Procesión General, como tampoco en sábado, por no ser litúrgico. Esta última circunstancia motivó que, cuando a principios de los setenta comenzó a realizar el Traslado del Cristo Yacente desde la iglesia de Santa Ana al colindante Museo del mismo monasterio, hubiera de realizarse en la mañana del Domingo de Resurrección junto con la Cofradía de Jesús Resucitado, horas antes del encuentro entre Jesús Resucitado y la Virgen de la Alegría.
En 1991 consigue reubicar el Traslado al final de la tarde del Sábado Santo, aduciéndose que no se trata de un desfile procesional. Iniciado el siglo XXI, comenzó a realizar un Ejercicio del Vía Crucis en la noche del Viernes de Dolores, portando el Cristo Yacente desde Santa Ana a la cercana iglesia de San Lorenzo, sede de la patrona de la ciudad y, en 2017 y 2018, un cristo crucificado de dicha iglesia, un poco más pequeño del natural, de autor anónimo y del primer cuarto del siglo XVII, más apropiado para este cometido. En 2019, debido al proceso de restauración del Cristo Crucificado, volvió a realizarse con el Cristo Yacente.

## Actualidad
En 2015, en el contexto de revisión de algunos desfiles procesionales propuesto por el Obispo Auxiliar de Valladolid, Luis Argüello, la cofradía planteó el dejar de acudir al barrio de Girón y cambiar el sentido de su procesión por razones litúrgicas. Dada su colocación en la noche del Jueves al Viernes Santo, pasó a denominarseProcesión del Verum Corpus, centrándola en la adoración eucarística, eje central del día, haciendo estación de penitencia ante el Santísimo en la Catedral. Igualmente, por razones litúrgicas, pasa a denominar al Traslado del Sábado Santo como Santo Entierro de Cristo.
Prosiguiendo con esta reforma, en 2020 se suprimió la salida a la calle en la tarde del Viernes de Dolores, aduciéndose que la talla del Cristo Yacente tenía un excesivo número de salidas, cuatro en total, y realizándose dicho Vía Crucis en el interior de la iglesia de San Lorenzo sin previo desfile procesional.

## Imágenes

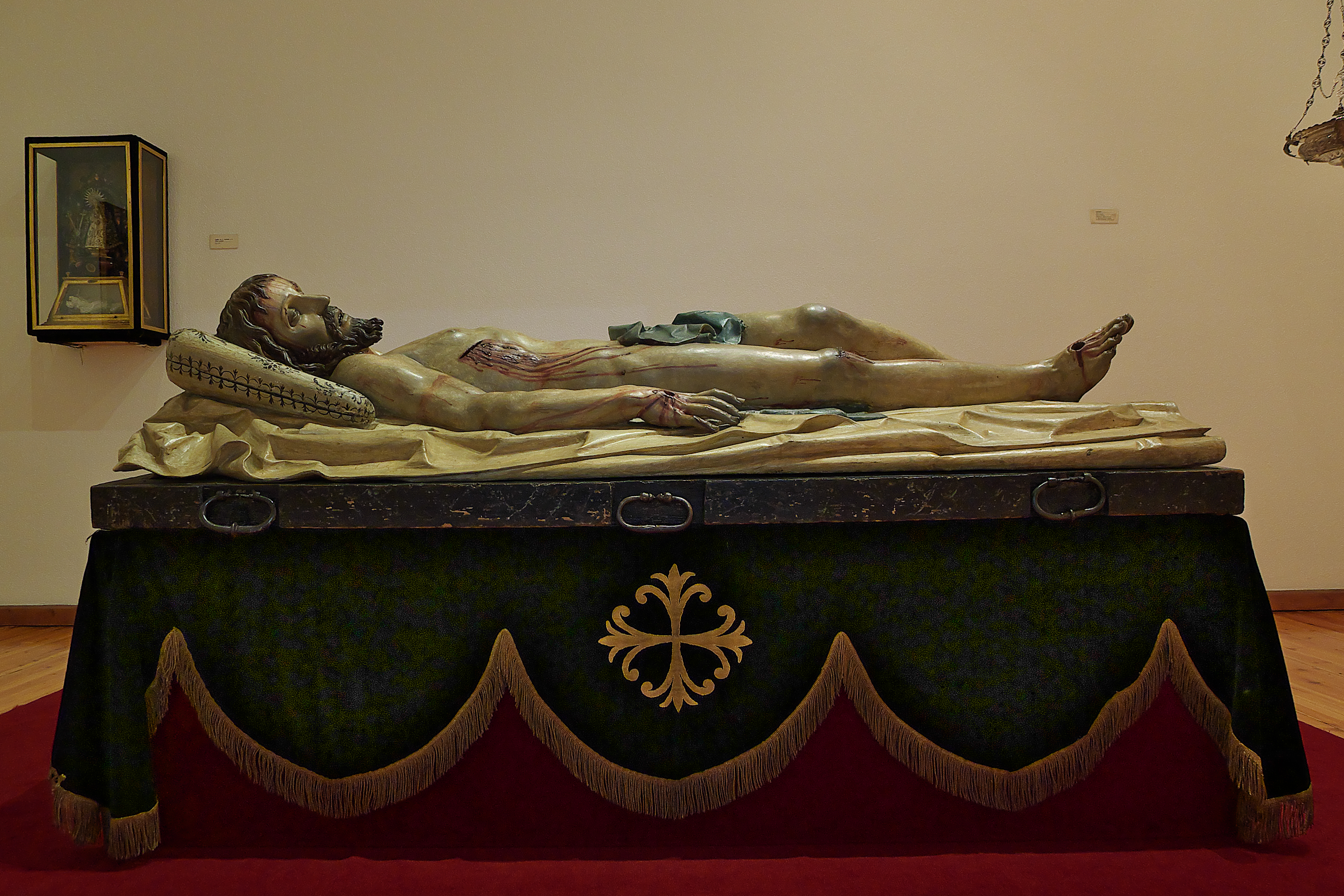
Santísimo Cristo Yacente

Santísimo Cristo Yacente (Gregorio Fernández, obra de taller, h. 1631-1636). Propiedad del Monasterio, que lo exhibe en su Museo, del cual es una de sus obras más destacadas. García Chico considera probable que formara parte del retablo de la Cartuja de Aniago, que realizó Gregorio Fernández en 1634 junto al ensamblador Melchor de Beya y los pintores Tomás de Meñasco y José Ángulo. Se dice que fue una donación de Felipe III a las Madres Bernardas del Monasterio, de las cuales era protector.

## Salidas procesionales
- Procesión del Verum Corpus (Jueves Santo, 24 horas). La cofradía porta a hombros el Cristo yacente hasta la Catedral, donde realiza un acto de adoración eucarística. Saliendo por la puerta de Santa María, se dirige a la Plaza de El Salvador, donde tiene lugar una ofrenda ante la Iglesia de las Esclavas del Sagrado Corazón, sede de la Adoración Eucarística Perpetua, finalizando en su sede.

- Procesión General de la Sagrada Pasión del Redentor (Viernes Santo, 19:30 horas). Alumbran su paso titular, acompañado por un piquete de escolta de la Guardia Civil. Al regresar a su sede, en la Plaza de Santa Ana se lleva a cabo el ejercicio del Epitaphion.

- Santo Entierro de Cristo (Sábado Santo, 20:30 horas). El Cristo Yacente regresa al Museo del Convento de San Joaquín y Santa Ana, donde se guarda el resto del año. Su recorrido, de escasos metros, no resta brillantez a su elegancia. El Yacente sale de la iglesia de Santa Ana a los sones del Miserere de Allegri con piquete de escolta de la Guardia Civil y diversas autoridades.  El público abarrota la Plaza de Santa Ana, en la que se ubica una tribuna desde la que el consiliario realiza una reflexión sobre la muerte y la Resurrección. La procesión continúa dentro del convento únicamente para los cofrades y autoridades.

Dado el carácter de sus desfiles, de silencio, el acompañamiento musical es muy reducido, consistiendo en dos cornetas y dos bombos que llaman al silencio.

## Cultos
Tras la celebración del Miércoles de Ceniza, se inicia el Triduo al Santo Cristo Yacente en los tres días siguientes. Los viernes de Cuaresma la imagen titular queda expuesta en la iglesia de San Joaquín y Santa Ana durante todo el día.
El Viernes de Dolores realiza el Ejercicio del Vía Crucis y, al día siguiente, Sábado de Pasión, tiene lugar el solemne besapié a su imagen titular. 
El Sábado Santo lleva a cabo la oración de laudes.
El resto del año, todos los primeros viernes del mes celebra un Vía Crucis. Celebra una misa de hermandad con la parroquia de San Pío X y celebra la festividad de San Joaquín y Santa Ana (26 de julio).
- Datos: Q5776409